# 北港島綫
北港島綫（英語：North Island Line）是香港一個現已擱置的鐵路發展項目，透過將現有東涌綫及將軍澳綫分別向東及向西延長，並於添馬站交匯，以分流過海客運量及減輕港島綫負荷。

## 概要

### 早期方案

#### 1980年代
北港島綫的概念最早於1989年的《中環灣仔填海工程可行性研究》中被提出，當時規劃於填海區預留一條由中環碼頭到維多利亞公園的鐵路走廊，並於中環碼頭、添馬、香港會議展覽中心、告士打道及維多利亞公園附近設站，以應付新發展區的人流。值得一提的是，在當年的規劃中，北港島綫亦會由中環碼頭向北跨越維多利亞港，並以反方向連接尖沙咀、紅磡等交通或商業樞紐，同時舒緩荃灣綫的過海客流量。後來由於機場鐵路的落成，取締了原本過海段的角色，計劃因而遭到擱置。

#### 1990年代
1993年，政府於《鐵路發展研究公衆諮詢文件》指出中環及灣仔填海區的人口不足以維持地鐵形式的服務，因此建議興建類似南港島綫的中型鐵路系統連接香港站及天后站，並於金鐘站與南港島綫交匯。
1994年，政府於《鐵路發展研究》中表明會視乎日後該區發展再決定是否興建北港島綫。
1995年，地鐵公司自行研究北港島綫走綫，並得出觀塘綫經紅磡延伸到天后，並與鰂魚涌支綫連接，形成一個環狀系統，同時延伸東涌綫，經添馬、會展到天后。但此方案之弊病爲天后站需要承受來自觀塘綫及東涌綫的乘客，可能會導致車站嚴重擠迫，因此擱置此計劃，並改爲研究以東涌綫經添馬、會展，並向北跨越維港到紅磡站的計劃，同時延伸觀塘綫到會展。但後來，由於《將軍澳及鰂魚涌支綫可行性研究》中決定由將軍澳綫使用鰂魚涌支綫，並以北角作終點站，因此此計劃亦遭到摒棄。

### 漸具雛形

#### 2000年代
2000年，根據運輸局發表的《鐵路發展策略2000》，北港島綫被重新定位，成為東涌綫的延綫。計劃中，現有的港島綫會一分為二，分別與東涌綫及將軍澳綫合併。東涌綫將會延長至香港島北部，與炮台山站至柴灣終點站的一段港島綫連接，餘下堅尼地城站至天后站的港島綫路段則會被將軍澳綫連接取代(換綫方案)。
東涌綫的列車當到達香港站後，會繼續向東行，經添馬站及會展站（原計劃還包括維園站（即銅鑼灣北站），不過因為當時沙田至中環綫不經維園而告吹；但是根據港鐵公司2010年的中期報告，維園站在營運網絡及未來支綫計劃中再次出現。），抵達炮台山站後，再經原有的港島綫往柴灣；而將軍澳綫列車到達北角站後，會經由新隧道繼續向西行，而且經炮台山站直達天后站，再經原有的港島綫往堅尼地城。基於中西區填海區的就業人口在十年內無明顯增加，加上路綫需要配合中環第三期填海，該計劃一直受到環保人士反對，指填海計劃會破壞維多利亞港，有可能需要修訂定綫。另外沙田至中環綫（第四條過海鐵路）是否落實亦左右了第三期填海區車站的歸屬地點，在各種因素下，香港政府於2003年決定將北港島綫的完成時間押後至2016年以後。
當建議得到落實後，由於東涌綫與港島綫所使用的列車類型和信號系統有所不同，需要作出調整及接合，極可能需要更換現時港島綫的信號系統，甚至月台和隧道結構，因此需要較長時間才能夠竣工。

#### 2010年代
2013年2月21日，香港政府路政署展開「我們未來的鐵路」第二階段公眾諮詢，提出北港島綫的方案。諮詢文件中包括兩個方案，分別為：
「換綫」方案：即北港島綫原方案，東涌綫將經港島北岸延長，並設置添馬、會展、銅鑼灣北站，之後從銅鑼灣北站向東延長至港島綫炮台山站月台，並與現時港島綫路段相同，繼續向東行駛至柴灣站。將軍澳綫將經北角站延長至天后站，並承接港島綫前往堅尼地城站。此方案雖然大幅增加東涌綫和將軍澳綫直達港島北岸繁忙車站班次及數目，但來往港島北部的車程或會因港島綫被中斷而需在北角站或鰂魚涌站轉車，同時炮台山站至柴灣站在繁忙時間的班次會因應東涌綫班次限制而被減少至每小時最多23班（即每2.5-2.7分鐘一班）。
- 「交匯」方案：東涌綫的列車當到達香港站後，會繼續向東行，到達添馬站，並設置轉車站，與將軍澳綫轉乘。將軍澳綫將由北角延長（此區段隧道及渡綫目前僅供列車掉頭之用，但預留擴展空間，並已在將軍澳綫前期工程中完成，將來會成為正綫，但未來不會在炮台山同天后設轉車站。）下穿港島綫後直接經銅鑼灣北站、會展站，並到達添馬站，成為與東涌綫轉乘的車站。轉乘站亦可選擇於添馬站還是銅鑼灣北站設置，而會展站將設置與東鐵綫過海延綫的跨月台轉乘車站。此方案會令原有的港島綫得以完整保留，並利用北港島綫接通將軍澳綫和東涌綫（只需經一次轉乘），會方便往返灣仔區及東區的原有乘客。同時將軍澳綫因不在炮台山及天后設轉車站，乘客更可以直接抵達灣仔北等港島北岸商業區，而往返東涌綫及港島綫及將軍澳綫的乘客亦無須改變現有的轉車計劃，但對港島綫客量的分流效果不如「換綫」方案直接。

《經濟日報》預料北港島綫可能會緊接中環灣仔繞道於2017年落成後隨即動工。

### 最終落實方案
據《鐵路發展策略2014》，北港島綫獲落實興建，並採用「交匯」方案，於添馬站連接東涌綫與將軍澳綫，初步建議落實時間為2021至2026年，報告指出不採用「換綫」方案的原因為該方案會將現有港島綫分為兩半，將會嚴重干擾港島綫的運作，並且影響使用者的使用習慣。不過，由於涉及複雜的技術事宜，尤其是工程將穿越繁忙的市中心地底並貼近現有建築物和基礎設施，港鐵正因應政府的意見，就可行方案作進一步研究以改善設計。
直至2025年，北港島綫仍未有動工時間表，更有傳路綫將會取消興建添馬站及銅鑼灣北站並分成兩期興建，第一期是將軍澳綫由北角站延伸至會展站。而根據香港站末端的機場鐵路掉頭隧道延展段藍圖，該隧道延展段會與北港島綫隧道交匯，故第二期需視乎港鐵採取的方案，較為大機會的方案乃東涌綫與將軍澳綫直通運作。
運輸及物流局局長林世雄於2023年12月12日最新說法指，由於港島綫的容量將因應配合市區線更換信號系統提升載客量而增加班次，而且一些大型規劃例如明日大嶼、北部都會區會改變香港居住和就業人口分布，故直至2046年或之後，都完全沒有迫切性推展北港島綫，當局會適時檢視該綫的需要性，並表示不存在「走數」。

## 車站及接駁路綫

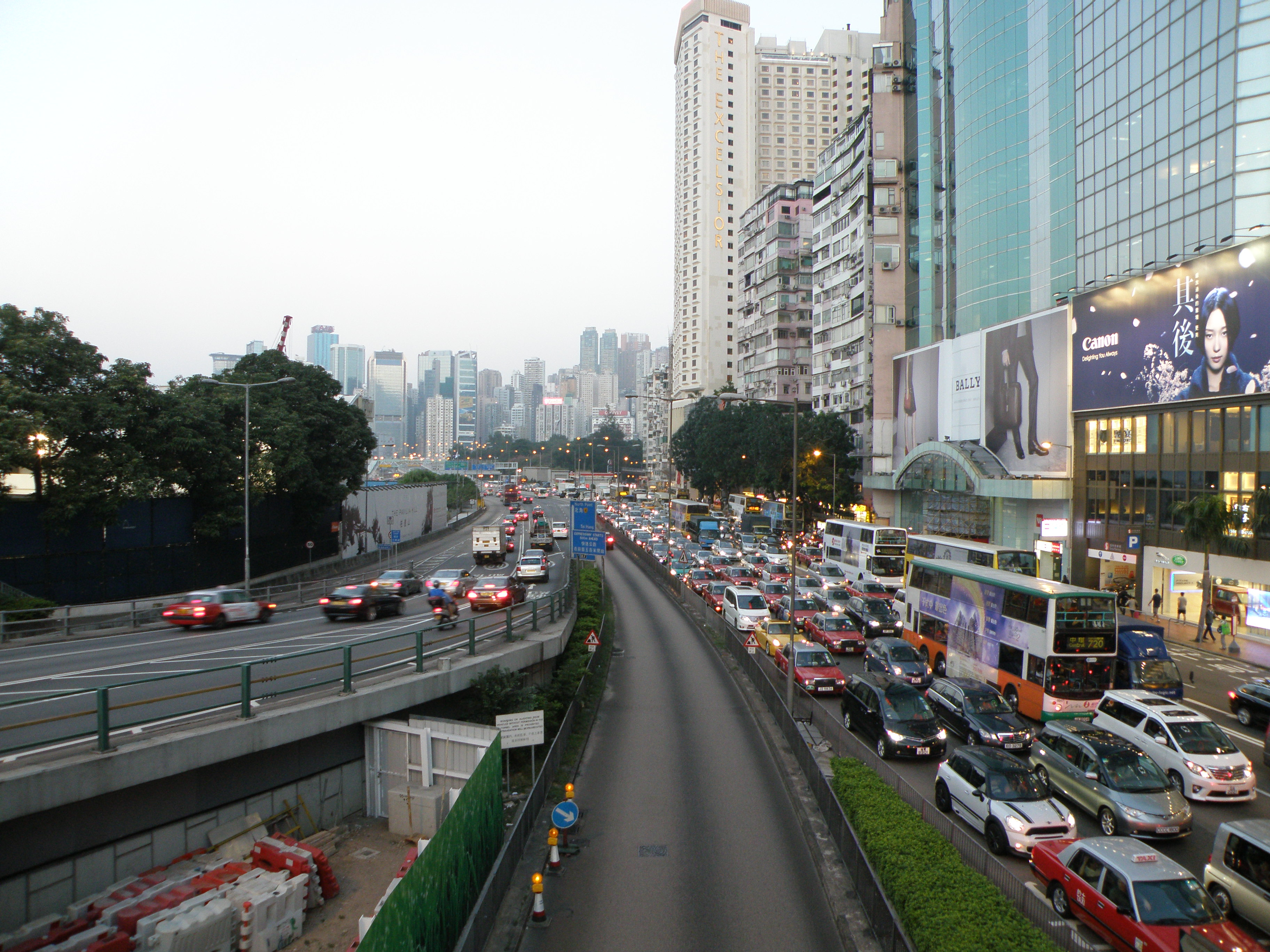
銅鑼灣北站預定位置
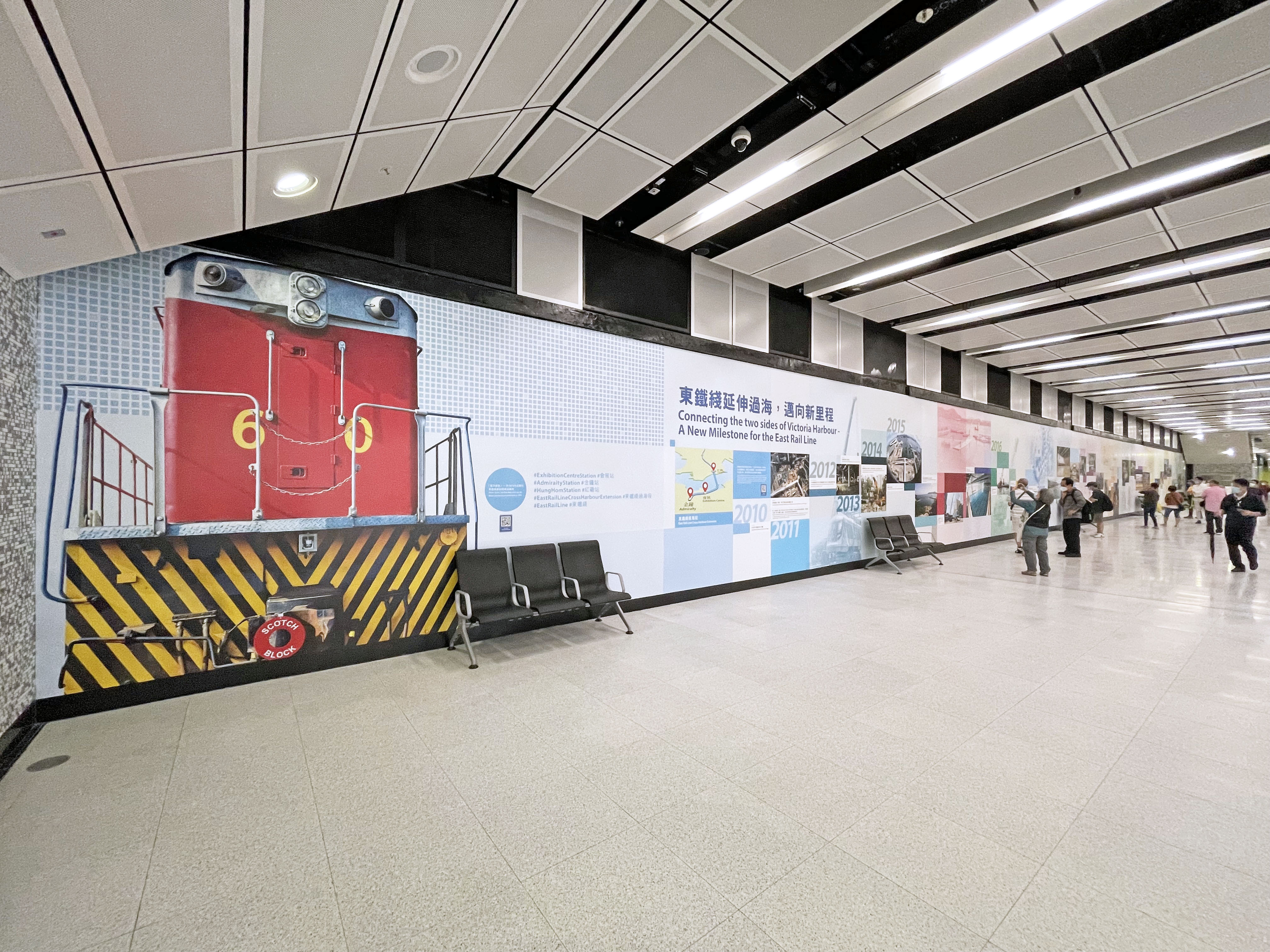
會展站內的北港島綫預留月台
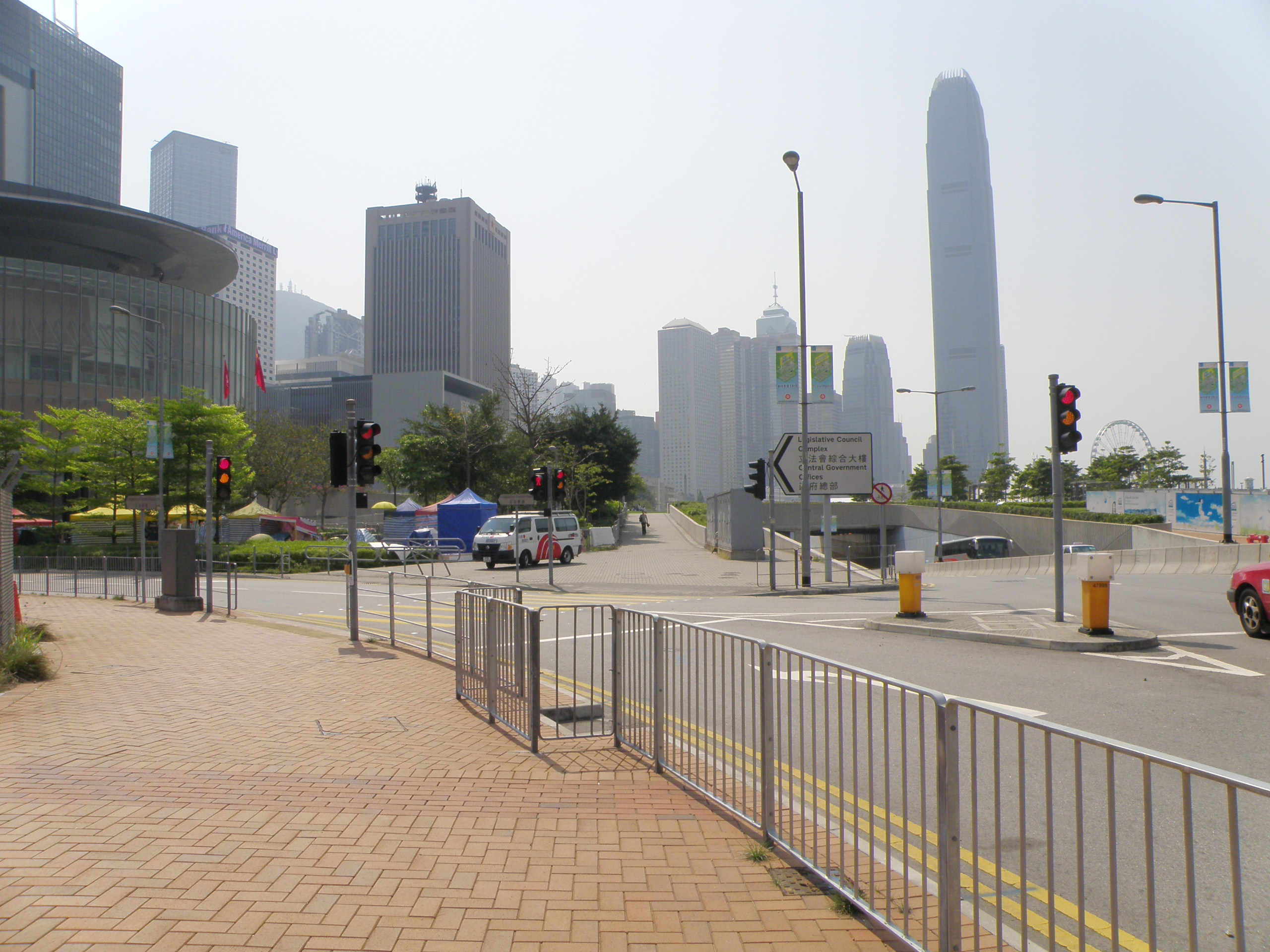
添馬站預定位置

| 站名 | 站名                         | 轉乘路綫                     | 所在行政區域                 | 通車日期                     |
| 北港島綫 | 北港島綫                     | 北港島綫                     | 北港島綫                     | 北港島綫                     |
| ↑ 接駁東涌綫（香港至東涌西） | ↑ 接駁東涌綫（香港至東涌西） | ↑ 接駁東涌綫（香港至東涌西） | ↑ 接駁東涌綫（香港至東涌西） | ↑ 接駁東涌綫（香港至東涌西） |
| --- | ---------------------------- | ---------------------------- | ---------------------------- | ---------------------------- |
| 添馬 | 添馬                         | -                            | 中西區                       | 待定                         |
| | 會展                         | 東鐵綫                       | 灣仔區                       | 待定                         |
| 銅鑼灣北 | 銅鑼灣北                     | -                            | 灣仔區                       | 待定                         |
| ↓ 接駁將軍澳綫（北角至寶琳／康城） |                              |                              |                              |                              |
| 附註 |                              |                              |                              |                              |
| - 北港島綫走綫仍然未定，以上列出曾建議作為北港島綫項目增設的車站，不代表最終方案將會包含所有車站。 - 項目的營運亦未定（作為東涌綫及將軍澳綫延伸並在其中一個車站交匯，或接駁兩綫直通運行）。 |                              |                              |                              |                              |
| 论 编 |                              |                              |                              |                              |

- 銅鑼灣北站預定位置
- 會展站內的北港島綫預留月台
- 添馬站預定位置

## 外部連結
- 《鐵路發展研究公眾諮詢文件》 － 香港政府運輸科（1993年4月）
- 《香港第二次鐵路發展研究－撮要》 —香港路政署（2000年）
- 路政署網頁
- 香港鐵路大典上的相关条目：北港島綫